# جبل بيرة مكرون
جبل بيرة مكرون (بالكردية: کێوی پیرەمەگروون) هو أحد الجبال الموجودة في شمال العراق، في ناحية بيرة مكرون التابعة لمحافظة السليمانية، وهو من الجبال الصعبة والوعرة،  يبلغ ارتفاعه 2611 م، وتوجد فيه عدد من الكهوف والأماكن السياحية، تقع على سفوحه قرية ريفية تسمى قرية زيوى، يوجد فيها منتجع سياحي، وقبر أحد الشخصيات الكردية المعروفة هو توفيق وهبي.